# Пиленга (приток Тыми)
Пиленга — река на острове Сахалин. Длина реки — 63 км. Площадь её водосборного бассейна насчитывает 440 км².
Берёт начало с северного склона горы Белая Пиленговского хребта. Течёт вдоль хребта в северном направлении, долина занята елово-берёзовым лесом. От подножия горы Острая поворачивает на северо-запад. Впадает в реку Тымь по правому берегу, в 164 км от её устья в районе села Адо-Тымово на высоте 47,6 метра над уровнем моря. Ширина реки в низовьях составляет 20 метров, глубина — 0,6 метра, скорость течения воды 0,7 м/с.
Протекает по территории Тымовского городского округа Сахалинской области.

## Данные водного реестра
По данным государственного водного реестра России относится к Амурскому бассейновому округу.
Код объекта в государственном водном реестре — 20050000212118300001293.